# Čaška
Čaška (makedonska: Чашка) är en ort i Nordmakedonien.   Den är huvudort i kommunen med samma namn, i den centrala delen av landet, 40 kilometer söder om huvudstaden Skopje. Čaška ligger 344 meter över havet och antalet invånare är 2 878.